# Ligamentum suspensorium duodeni
Das Ligamentum suspensorium duodeni (Syn.: Treitz-Band) ist ein Aufhängeband des Zwölffingerdarms, das von der A. mesenterica superior zum Übergang vom Zwölffingerdarm in den Leerdarm (Flexura duodenojejunalis) zieht. Es enthält glatte Muskulatur (Musculus suspensorius duodeni, Treitz-Muskel), welche zusammen mit der schlingenförmigen Struktur des Bandes den Übergang von Duodenum zu Jejunum im Sinn eines Schließmuskels verengen kann.
Das Treitz-Band gilt als Grenze zwischen dem oberen und mittleren Teil des Magen-Darm-Traktes.